# Bardou (Guinée)
Pour les articles homonymes, voir Bardou.
Bandou est une ville et une sous-préfecture de Guinée, rattachée à la préfecture de Kissidougou et à la région de Faranah. 

## Population
En 2016, le nombre d'habitants est estimé à 10 390, à partir d'une extrapolation officielle du recensement de 2014 qui en avait dénombré 9 715 .